# 马鸿宾
馬鴻賓（1884年9月14日—1960年10月21日），字子寅，男，回族，甘肃河州人，马家军主要将领之一，国民革命军陆军上将。馬鴻賓與马步芳、马鸿逵合稱西北三馬。

## 生平
1884年9月14日出生于临夏。其父馬福祿於1900年在北京之战與八國聯軍作戰陣亡。1904年任叔父马福祥侍从，1908年升任西宁矿务马队队官，1910年到宁夏，任骑兵营营长。1912年任宁夏新军管带，后任甘肃新军司令（辖骑兵5个营）。1916年2月被北洋政府授予陆军少将衔。1920年4月1日晋升为陆军中将衔。1921年任宁夏镇守使兼新军司令。1925年任冯玉祥隶下的宁夏镇守使。1926年9月任国民军第22师师长。1927年4月任冯玉祥的国民军第2集团军第22师师长。 1927年9月任国民革命军第2集团军第四方面军第24军军长。1928年3月任国民政府军事委员会委员。
1930年，任甘肃省政府代理主席。
1931年，被蒋介石任命为国军暂编第7师师长，8月正式任命为甘肃省政府主席，發生雷馬事變。1933年，任庐山军官训练团副团长，同年12月任第35师师长。1935年9月，任西北剿匪总部第4纵队司令兼第35师师长。1936年9月14日，被授予国民革命军陆军中将衔，同年马家军歼灭中国工农红军西路军。1937年，任国民革命军第17集团军副总司令兼第81军军长。1939年4月，兼任第17集团军副总司令。1940年，马鸿宾率81军在傅作義指揮下參與綏西戰役與五原戰役，最後取得勝利，將日軍逐出綏遠西部。1941年，被蒋介石任命为绥西防守司令。1943年，傅作义部完全接替了绥西防务，遂率部撤回宁夏中宁县进行休整。1945年6月，当选中国国民党中央监察委员。1946年3月，任国民革命军西北行营副主任。1947年7月，任陕甘宁边区剿匪总司令部司令。1948年任西北军政长官公署副司令长官。

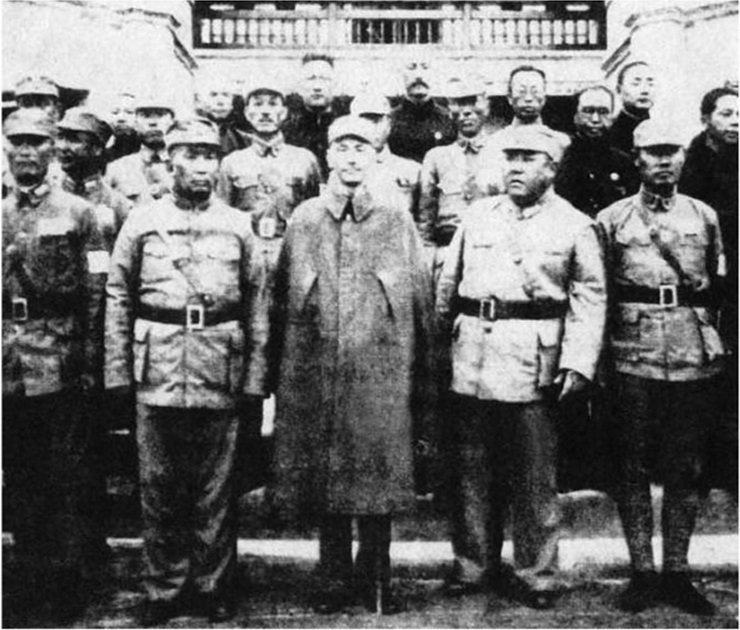
1942年8月，蒋介石（中）在宁夏会见回族将领马鸿宾（左二）和马鸿逵（右二）

1949年9月19日，马鸿宾与其子马惇靖、马惇信率部于宁夏中卫宣布“和平起义”，加入中国人民解放军，所部被改编为中国人民解放军西北野战军独立第2军。后来，马鸿宾历任宁夏省人民政府副主席、甘肃省人民委员会副省长、西北军政委员会副主席、中华人民共和国国防委员会委员、中华人民共和国民族事务委员会委员等职。1954年，他当选第一届全国人大代表。9月，他出席第一届全国人大第一次会议讨论宪法草案，期间并发言。
1960年，马鸿宾在兰州病逝。

## 家庭
父為馬福祿，叔父為马福祥。